# San Antonio de Rivas
San Antonio de Rivas es una localidad del estado mexicano de Jalisco. Es parte del municipio de La Barca.

## Toponimia
El nombre «San Antonio» hace referencia al santo patrono de la localidad: Antonio de Padua.

## Demografía
| Gráfica de evolución demográfica |
|                                  |

| Censo | Población |
| ----- | --------- |
| 1900  | 659       |
| 1910  | 774       |
| 1921  | 751       |
| 1930  | 863       |
| 1940  | 844       |
| 1950  | 1 188     |
| 1960  | 1 400     |
| 1970  | 1 254     |
| 1980  | 1 522     |
| 1990  | 2 130     |
| 2000  | 1 969     |
| 2010  | 2 274     |
| 2020  | 2 352     |